# Passivo ambiental
Passivo ambiental é o conjunto de todas as obrigações que as empresas têm com a natureza e com a sociedade, destinado exclusivamente a promover investimentos em benefícios ao meio ambiente... Quando as empresas ou indústrias geram algum tipo de passivo ambiental, elas têm que gerar também investimentos para compensar os impactos causados à natureza, e esses investimentos têm que ser de iguais valores.

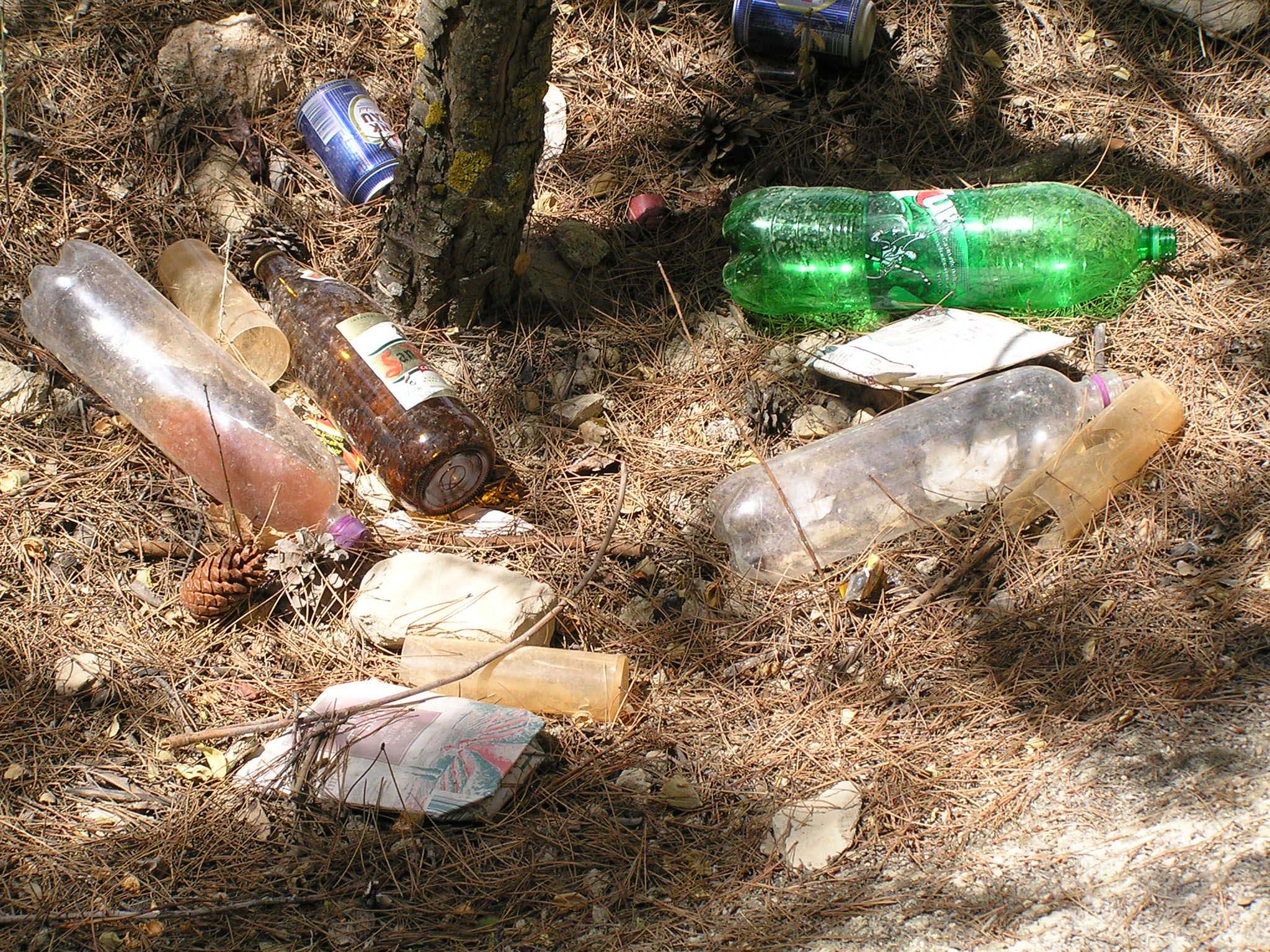
O lixo produzido pelas empresas faz parte de seu passivo ambiental

Os passivos ambientais ficaram amplamente conhecidos pela conotação mais negativa, ou seja, as empresas que o possuem agrediram significativamente o meio ambiente e, dessa forma, pagaram vultosas quantias a título de indenização de terceiros, de multas e para a recuperação de áreas danificadas, embora possam também ser originários de atitudes ambientalmente responsáveis e provoquem a execução de medidas preventivas para evitar impactos ao meio ambiente, sendo que os consequentes efeitos econômico-financeiros dessas medidas é que geram o passivo ambiental.

## Contabilidade
O passivo ambiental representa obrigações que "exigirão a entrega de ativos ou prestação de serviços em um momento futuro, em decorrência das transações passadas ou presentes e que envolveram a empresa e o meio ambiente". Devem ser classificados no passivo circulante ou realizável a longo prazo, em contas contábeis específicas.

## Etapas do levantamento investigatório de passivo ambiental
A investigação de passivo ambiental requer etapas sequenciais de trabalho realizados por profissionais que atuam na área do meio ambiente ou empresas de consultoria ambiental. Quando a área de estudo apresenta suspeitas de contaminação, são realizados trabalhos iniciais que consistem na Avaliação Preliminar de Passivo Ambiental. A avaliação preliminar consiste no levantamento de informações históricas e trabalhos de campo que visam encontrar evidências, indícios ou fatos de contaminação em uma determinada área.
Em caso de suspeita de contaminação, a área deverá ser submetida a realização da Avaliação Confirmatória de Passivo Ambiental. Nessa etapa do levantamento, são realizadas amostragens de solo e água superficial ou subterrânea (através de cisternas ou poços artesianos) e visa confirmar ou não a suspeita de contaminação apresentada na avaliação preliminar.

O próximo passo de investigação de passivo ambiental se dá através da Avaliação Detalhada. Nessa, estuda-se a fundo sobre a fonte de contaminação e dos meios contaminados bem como é realizado o dimensionamento da pluma e analisado as taxas de propagação do contaminante. Por fim, como medidas de remediação e reabilitação, são levantadas propostas de compatibilização, contenção, tratamento, eliminação e redução dos níveis de contaminação.